# Já, truchlivý bůh
Já, truchlivý bůh je český černobílý film, natočený v roce 1969 režisérem Antonínem Kachlíkem (děj se odehrává v Brně). Kunderovský příběh Směšné lásky vypráví zkušený sukničkář Adolf (Miloš Kopecký), kterého odmítá dívka Jana (Hana Lelitová; mluví Alena Procházková), a on si usmyslí, že se jí pomstí. Dohodí jí svého přítele Apostolka (Pavel Landovský), který se vydává za řeckého dirigenta, protože děvče se chce dostat k opeře. Příběh se ale zvrátí nečekaným směrem.